# Selma Nicklass-Kempner

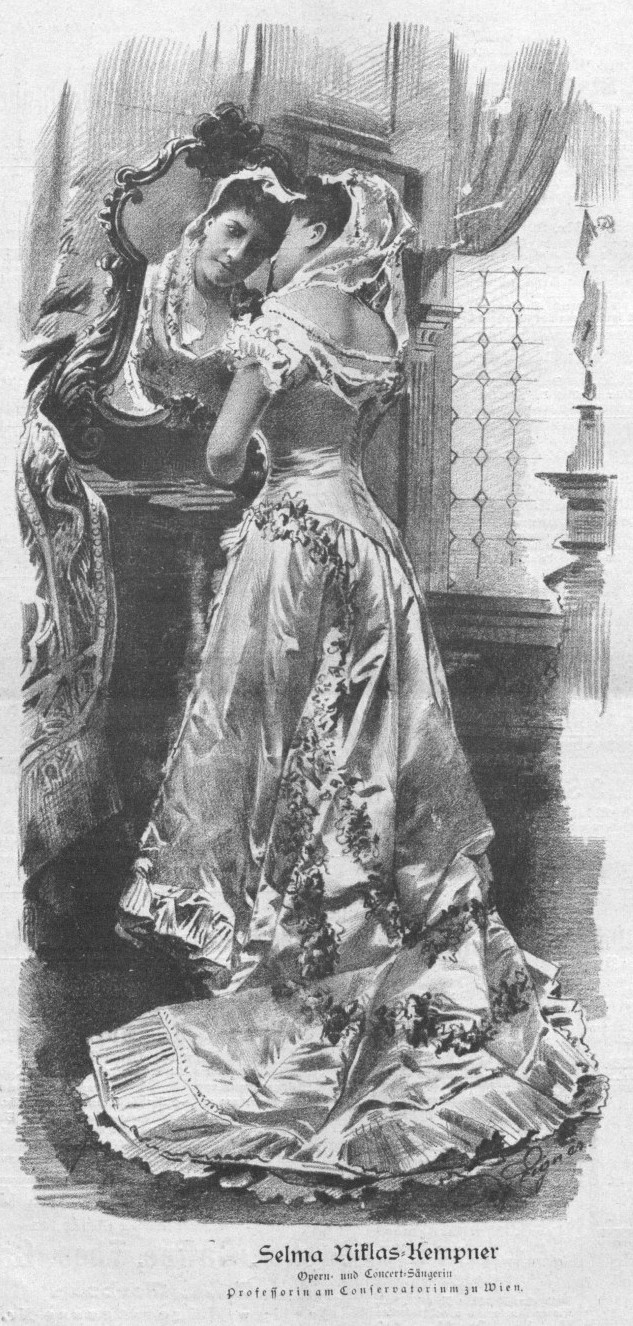
Selma Nicklass-Kempner (von Ignaz Eigner, 1886)

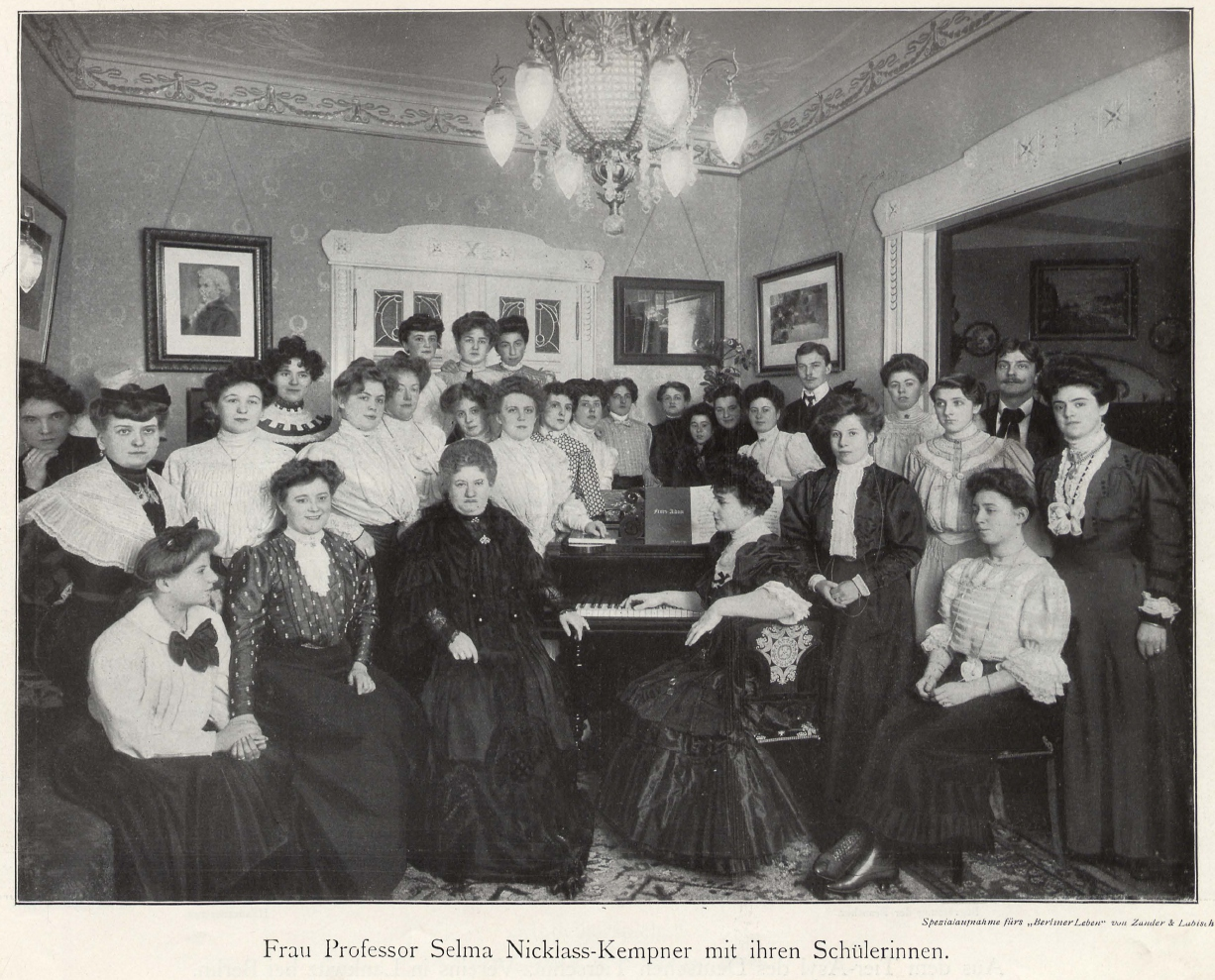
Selma Nicklass-Kempner mit ihren Schülerinnen, 1905. Foto von Zander & Labisch.

Selma Nicklaß-Kempner, bisweilen auch: Niklas-Kempner, (* 2. April 1850 in Breslau; † 22. Dezember 1928 in Berlin) war eine deutsche Opernsängerin (Sopran) und Gesangspädagogin.

## Leben und Wirken
Sie war Schülerin von Jenny Meyer (1834–1894) und debütierte 1870 als Amina in Bellinis La sonnambula in der Berliner Kroll-Oper. Sie hatte Engagements in Aachen, Augsburg, Leipzig, Rotterdam sowie Wien, wo sie ab 1884 als Gesangspädagogin am Conservatorium der Gesellschaft der Musikfreunde tätig war und unter anderem Kronprinzessin Stephanie von Belgien (1864–1945) Privatstunden gab. Von Januar 1895 bis August 1920 lehrte sie als Nachfolgerin ihrer Lehrerin J. Meyer am Stern’schen Konservatorium in Berlin und war dort mehrere Jahre „Vorsteherin der Gesangsklassen“ 1909 wurde ihr anlässlich ihres 60. Geburtstags der Professorentitel verliehen.
Im Jahr 1920 konnte sie ihr 50-jähriges Bühnenjubiläum feiern.
Die lange Liste der Schülerinnen spricht für ihre Fähigkeiten und Bekanntheit als Gesangslehrerin.
Sie starb 1928 in ihrer Wilmersdorfer Wohnung in der Kaiserallee 22 (heute Bundesallee 22). Ihre Grabstätte befindet sich auf dem Friedhof Wilmersdorf in Berlin.
Ihr Ehemann, der Fabrikbesitzer Georg Nicklass, verstarb am 28. Mai 1893 im 41. Lebensjahr in Wien, Trauerhaus: Wien-Innere Stadt, Hohenstaufengasse 17. Der gemeinsame Sohn James Siegfried Nicklass-Kempner (auch Niclas Kempner) (* 31. Juli 1886 Wien; † 5. April 1941, Los Angeles) wirkte zunächst in Prag und dann in den USA als Dirigent und Komponist.

## Schülerinnen
- Louise von Ehrenstein (1867–1944), österreichische Opernsängerin (Sopran)
- Mary Hagen (1867/1878–1944), deutsche Opernsängerin (Sopran) und Schauspielerin
- Fanny Opfer (1870–1944), deutsche Opernsängerin (Sopran) und Gesangslehrerin
- Ottilie Metzger (1878–1943), deutsche Sängerin (Altistin) und Gesangslehrerin[5]
- Ida Salden (1878–vermutlich vor 1930), deutsche Opernsängerin (Sopran)
- Gertrud Förstel (1880–1950), deutsche Opernsängerin (Sopran) und Gesangslehrerin
- Frieda Hempel (1884–1955), deutsche Opernsängerin (Sopran)[5]
- Claire Dux (1885–1967), deutsche Opernsängerin (Sopran)[5]
- Ursula van Diemen (1897–1988), deutsche Opernsängerin (Sopran)
- Clara Abramowitz, deutsche Sopranistin
- Rita Fornia, Opernsängerin
- Mathilde Fröhlich, österreichische Opernsängerin
- Helene Honigberger, deutsche Opernsängerin, Geigerin und Musikpädagogin
- Margarete Krämer-Bergau, deutsche Altistin
- Roxy King
- Estelle Liebling
- Rachel Morton
- Margarethe Parbs
- Marcella Roeseler
- Julie Shelley